# Santuario del Señor del Pueblo de Xochitengo
El Santuario del Señor del Pueblo de Xochitengo es una iglesia católica de mediados del siglo XVII ubicada en la ciudad mexicana de Cuautla de Morelos. Se encuentra al norte de la Plaza Revolución del Sur, en cuyo centro están los restos mortales de Emiliano Zapata. El edificio está categorizado como un monumento histórico por el Instituto Nacional de Antropología e Historia.

## Historia
El Santuario del Señor del Pueblo de Xochitepec fue construido en algún momento a mediados del siglo XVII en el barrio indígena de Xochitengo. Originalmente fue construida como Capilla de Santa Bárbara y estaba dedicada a Bárbara de Nicomedia. En 1830 la capilla fue ampliada y transformada en el Santuario del Señor del Pueblo de Xochitengo. Al nuevo edificio se trasladó la imagen del Señor de Xochitengo, un Cristo crucificado que hasta ese momento estaba en una capilla cercana que posteriormente fue renombrada como Capilla de Gualupita. El traslado se hizo el segundo viernes de Cuaresma de 1830 y desde entonces cada año en esa fecha se celebra al Señor de Xochitengo en el santuario.
Durante el Sitio de Cuautla de 1812 el santuario fue usado como fortificación por las tropas de José María Morelos para defender la ciudad, aprovechando su emplazamiento al sur de la urbe. Durante el combate el Capitán José María Larios ordenó instalar un cañón dentro de la iglesia aprovechando un boquete hecho en el coro por los enfrentamientos. En 1830 fue instalada sobre la puerta de la sacristía una placa conmemorativa de este suceso.
La plaza ubicada frente al Santuario fue nombrada como Plaza del Señor del Pueblo desde el traslado del crucifijo en 1830 hasta el año 1932, cuando fue renombrada como Plaza Revolución del Sur. El cambio de nombre se debió al traslado del sepulcro del héroe de la Revolución mexicana, Emiliano Zapata, a la plaza el 10 de abril de 1932.
El 8 de julio de 1959 el Santuario fue declarado monumento histórico por el Instituto Nacional de Antropología e Historia.